# Jacob Lazarus
Jacob Lazarus (* 15. Juli 1819 in Hamburg; † 27. Mai 1882 ebenda) war ein Hamburger Advokat und Politiker.

## Leben
Lazarus studierte Rechtswissenschaften in Berlin und Heidelberg. Er wurde Mitglied der Corps Hanseatia Berlin und 1841 des Corps Hanseatia Heidelberg. Er wurde 1842 in Heidelberg zum Dr. beider Rechte promoviert. Lazarus bemühte sich 1842 um eine Zulassung zur Advokatur in Hamburg; da er aufgrund seines jüdischen Glaubens das Hamburgische Bürgerrecht nicht erlangen konnte, wurde sein Gesuch abgelehnt. Er war ab 1842 in Hamburg als Anwalt tätig. Nachdem der Rat der Stadt Hamburg am  21. Februar 1849 die in der Paulskirchenverfassung gewährten Grundfreiheiten in innerstädtisches Recht umsetzte, wurde Lazarus am 19. März 1849 in Hamburg als Advokat zugelassen; er war bis zu seinem Tod als solcher eingeschrieben.
Lazarus gehörte 1848–1849 der Hamburger Konstituante an. Als 1848 im Rahmen der Märzrevolution militärische Auseinandersetzungen mit Dänemark (der Schleswig-Holsteinische Krieg) einsetzten, meldete Lazarus sich freiwillig, er geriet in dänische Gefangenschaft. Von 1875 bis zu seinem Tode gehörte Lazarus der Hamburgischen Bürgerschaft an, er war Mitglied der Fraktion des Linken Zentrums. Von 1871 bis 1877 wirkte er als Schulpfleger.

## Familie
Lazarus war mit Emma geb. Schiff (1834–1904) verheiratet, die sich in Hamburg Henriette nannte und in deren Salon Gustav Mahler in seiner Hamburger Zeit verkehrte. Die Kunstsammlerin Emma Budge war seine Nichte, der Jurist Leo Lippmann sein Großneffe.

## Quelle
Mitgliederverzeichnis der Hamburgischen Bürgerschaft 1859 bis 1959 – Kurzbiographien. Zusammengestellt und bearbeitet von Franz Th. Mönckeberg. Gebundenes Schreibmaschinenmanuskript;  Nr. 948